# Giuseppe Felice Checcacci
Giuseppe Felice Checcacci (Genova, 29 marzo 1866 – Rapallo, 24 dicembre 1951) è stato un compositore, direttore d'orchestra e scrittore italiano.

## Biografia
Nato da una famiglia della buona borghesia genovese, studiò musica dapprima a Livorno, dove strinse amicizia con Pietro Mascagni, ed in seguito a Firenze.
A 19 anni si trasferì in India, dove dimostrò la sua abilità nel commercio occupandosi con successo della estrazione e della esportazione della mica, di cui erano stati scoperti ingenti giacimenti nell'India nord-orientale. Durante tale periodo si interessò alle religioni ed alle filosofie indiane, abbracciandone alcuni principi.
Tornato in Italia nel 1914, allo scoppio della grande guerra si professò interventista, arruolandosi volontario nel 1915 dopo l'entrata in guerra dell'Italia.
Al termine del conflitto tornò a stabilirsi nella sua città natale, ed in seguito si trasferì a Rapallo. Riprese la sua attività artistica componendo numerose canzoni, marce e operette, molte delle quali composte su libretto dell'amico e sodale Rubens Gotti. Fu anche apprezzato per le sue opere assistenziali, organizzando concerti di beneficenza e impartendo lezioni gratuite a giovani di talento.
Nel 1940 Checcacci lesse il libro Dal dubbio alla fede, pubblicato nel 1930 dall'avvocato bolognese Alberto del Fante, ex massone redento da Padre Pio. La lettura del libro suscitò in lui una profonda impressione, tanto da spingerlo a mettersi in contatto epistolare con Del Fante per soddisfare la sua curiosità sulla figura del frate con le stimmate.

## Opere
- Musica dell'Hindustan, Torino, 1908
- Visioni dell'India, Genova, 1923
- Sensualità: Novelle indiane, Genova, 1925
- Fiori di loto, Genova, 1925
- Una voce dal di là - Karma-bandana, ovvero la Legge di rinascita, Todi, 1930
- Il cavaliere bianco - Romanzo storico hindù persiano (1600-1627), Genova, 1934
- Coa cigaa in scia canna - Versi in dialetto genovese (prefazione), Genova, 1940

## Elenco parziale delle composizioni
- Nipponica Romanzo poetico-musicale. testo di G. Agenore Magno (1903)
- Ferro-China Bisleri Mazurka per pianoforte (1907?)
- Haysé : scene turche in un prologo e due atti ed epilogo (1909)
- Il tricolore opera comica in tre atti (1911) (insieme a Giovanni Zappalà).
- La signorina mia moglie operetta (1916)
- La bellissima di Moncocò operetta (1917)testo di Osvaldo Sanini (1874-1962)
- La supermoglie operetta (1920)
- Folklore indiano : fantasia su motivi originali indiani (1925)
- Banzai! banzai! - marcia giapponese (1930)
- Meditazione Intermezzo per orchestrina (1930)
- Nippoke Fox-trot per orchestrina (1930)
- Messaggera d'amore Mattinata-intermezzo (1931)
- Fatina mia Canzone-tango-intermezzo per orchestrina (1931)
- Ratablum e 5 canzoni ballabili (1931)
- Serenata Orientale Intermezzo con parole (1931)
- Hermosa Tango argentino (1931)
- Sorriso di fanciulla (1932)
- Bamboletta innamorata (1932)
- Il re di Montmartre (1932)
- Il tango dell'apache (1932)
- Dagli del cavaliere! canzone comica Java mazurka (1932)
- Sogno d'or! (1932)
- Fiore sbocciato (op. 275) (1932)
- Novella attesa (op. 276) (1933)
- Felicità (op. 277) (1933)
- Littoria Inno-marcia (1933)
- Rex Inno-marcia (1933)
- Barchetta bianca Ninna-nanna (1934)
- Principessina Ninna-nanna (1934)
- Alla cara memoria di Giorgio Emanuele Casà Elegia per pianoforte (1934)
- Ave Maria per soprano, mezzo soprano e violino facoltativi (1934)
- Dea fortuna Poesia di Nicolò Peitavino (1935)
- Il cantico dei cantici - Poema di Marino Merello (1935)
- Maggiolata - poesia di Marino Merello per canto e pianoforte (1935)
- Tramonto - Poesia di Ginevra Anguissola per canto e pianoforte (1935)
- Inno goliardico di guerra (1935)
- Caesar azione drammatica in 4 tempi - Testo di Camillo Rondolotti (1935)
- Dagli amici... Per piano e canto (1936)
- Savoia, avanti! (1936)
- Il Genio d'Italia Improvviso per canto e pianoforte (1936)
- Canto del carabiniere (1936)
- Il Conte Verde per pianoforte (1937)
- Maresciallo Badoglio Inno-marcia (1937)
- Al Redentore - Invocazione a San Giovanni (Op. 393-395). Due canti religiosi. Poesie di Eugenia Bellotti per canto e pianoforte (1938)
- Dolce Maria (Maggio)  Canto religioso per voce e pianoforte (1938)
- Marinaresca corale a 4 voci senza accompagnamento (1940)
- Il trionfo della vita (op. 407) (1941)
- La mia piccina Canzone per canto e pianoforte (1941)
- Preghiera su versi di Antonio Cappa (1941)
- Dalla trincea: Canto del soldato per canto e pianoforte (1942)
- Gesù non ci lasciare - preghiera (op. 426) su versi di Delia Jannelli (1942)
- Ricordanze su versi di Diomede Del Prete (1946)